# Charles Mortram Sternberg

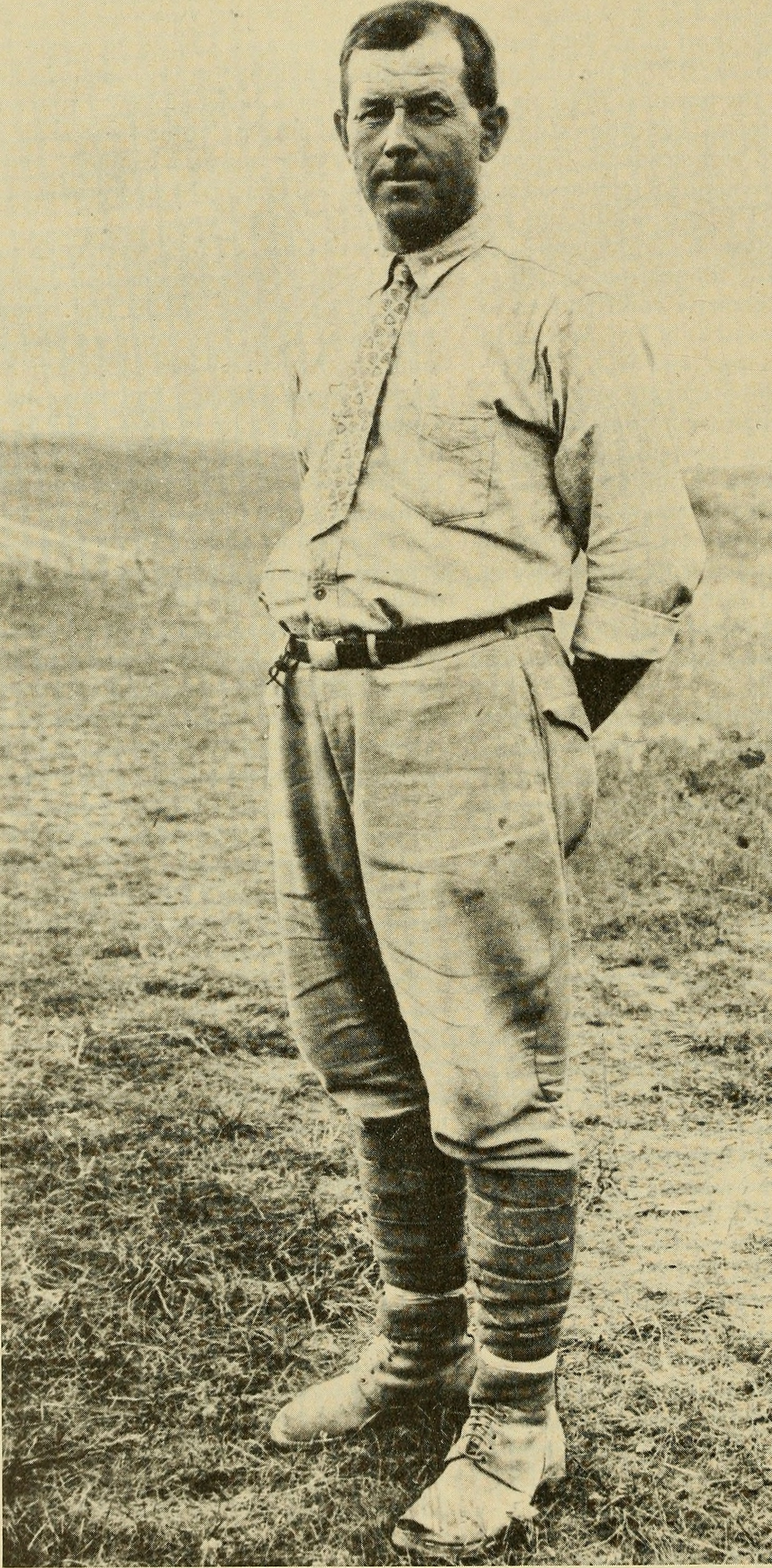
Charles Mortram Sternberg

Charles Mortram Sternberg (1885 – 1981), amerykański paleontolog i kolekcjoner skamieniałości, który wsławił się odkryciem i opisaniem skamieniałości z rodzajów: Brachylophosaurus, Edmontonia, Parksosaurus i Pachyrhinosaurus.
Był synem innego znanego poszukiwacza skamieniałości Charlesa Hazeliusa Strenberga.